# 水口拓弥
水口 拓弥（みずぐち たくや、1994年8月20日 - ）は、兵庫県神戸市出身のプロ野球審判員。審判員袖番号は54。

## 経歴
小学生の頃から野球を始めると強肩強打の捕手として鳴らし、中学時代にはキャプテンとして全日本少年軟式野球兵庫県決勝大会で3位となり、プロ野球選手を志すようになる。しかし、親元を離れて野球の強豪校である広島県の広陵高等学校の硬式野球部に入部すると、周囲のレベルの高さについていけず、2年生の夏には左肩の完全脱臼で手術も経験、選手としては見切りをつけざるを得なくなる。しかし、「野球で飯を食っていきたい」との思いもあり、中井哲之監督の勧めで審判講習会に行ったところ野球の見方が変わり、野球審判員を志すようになった。当時の同級生には佐野恵太がいる。
独立リーグの四国アイランドリーグplusで審判員を務めるため、高校卒業後は香川県の四国学院大学に進学。学業の傍ら、同リーグで審判員の経験を積んだ。
2013年12月に初めて開催されたNPBアンパイア・スクールを修了し、2014年3月より研修審判員となる。この年は再度四国アイランドリーグplusに派遣され、リーグの最優秀審判員に選出された。2014年12月24日、日本野球機構審判部に育成審判員（関西所属）として入局した。
2016年8月には広島ホームテレビによる高校球児応援キャンペーンの一環として、水口に密着したドキュメンタリー『憧れのフィールド〜夢を叶えた審判〜』が制作された。
2018年、2019年とウエスタン・リーグの優秀審判員に2年連続で選出される。
2021年4月16日、阪神甲子園球場で行われた阪神タイガース対東京ヤクルトスワローズ4回戦に球審として一軍公式戦初出場。球審での一軍デビューは、日米審判員交流の一環として1997年に訪日したマイク・ディミュロ以来で、ディミュロを除くと51年まで遡る出来事であった。デビューとなったこの試合では、阪神先発投手・藤浪晋太郎の抜けたボールが左手に直撃するアクシデントに3度も見舞われ、2回、3回のヤクルト攻撃終了時に阪神ベンチで治療を受ける一幕があった。

## 審判員出場記録
- 出場試合数︰135試合[1]
- 初出場︰2021年4月16日、阪神タイガース対東京ヤクルトスワローズ、4回戦（阪神甲子園球場）、球審

（2024年度シーズン終了時点）